# Зачернецька сільська рада
Зачернецька сільська рада — адміністративно-територіальна одиниця та орган місцевого самоврядування у Любомльському районі Волинської області з адміністративним центром у с. Зачернеччя.

## Населені пункти
Сільській раді підпорядковані населені пункти:
- с. Зачернеччя
- с. Біличі
- с. Високе

## Склад ради
Рада складається з 12 депутатів та голови.

### Керівний склад ради
| ПІБ                    | Основні відомості                                                                | Дата обрання | Дата звільнення |
| ---------------------- | -------------------------------------------------------------------------------- | ------------ | --------------- |
| Мисюк Галина Федорівна | Сільський голова, 1958 року народження, освіта, член Української Народної Партії | 26.03.2006   | 31.10.2010      |
| Луць Василь Лукашович  | Сільський голова, 1956 року народження, освіта вища, безпартійний                | 31.10.2010   |                 |

Примітка: таблиця складена за даними джерела

## Населення
Згідно з переписом УРСР 1989 року чисельність наявного населення сільської ради становила 966 осіб, з яких 447 чоловіків та 519 жінок.
За переписом населення України 2001 року в сільській раді мешкало 906 осіб.

### Мова
Розподіл населення за рідною мовою за даними перепису 2001 року:
| Мова       | Відсоток |
| ---------- | -------- |
| українська | 99,89 %  |
| російська  | 0,11 %   |